# 犯罪王ポポネポ
『犯罪王ポポネポ』（はんざいおうポポネポ）は、小路啓之による日本の漫画。『ジャンプ改』（集英社）にて2012年vol.1から2014年1月号まで連載。
犯罪を題材としており、登場人物の台詞には哲学的命題が込められている。また、男の娘が多く登場しているのも特徴である。

## あらすじ
犯罪王としてその名を轟かせ、名前と彼の残した伝説以外ほとんど知られていないポポネポが、無銭飲食のかどで逮捕された。だが、実際に逮捕そして、凶悪犯だけが潜む海上刑務所に収監されたのはポポネポと間違えられた小市民マルキだった。かくして、マルキは自らの運命を変えるべく行動をとるのであった。

## 登場人物
マルキ / ポポネポ
マイペースかつ無気力な性格の持ち主で、無飲食で14万5862まで数えることができるという「誰にもできて誰もしようとしない記録」を持つ、平凡な小市民。幼い外見だが21歳。
ある日突然謎の男に拉致され、世界最凶の犯罪王として逮捕、収監されてしまった。当初は自分はポポネポではないと主張するが、自ら殺人事件を起こし本当の犯罪者になる。
ミカシェリ
海上刑務所の所長で、刑務所内唯一の女性。サディスト。
キリコ
刑務所内にある教会の神父で、仮保釈管理官も務める。マルキをさらい、犯罪王ポポネポへと仕立て上げた。
マコ・マリ
強姦の罪で収監された囚人。かわいらしい女性のような見た目をしているが、実は女装した男。
春人（はるひと）
ミカシェリ所長の弟。囚人。
かなづちカーヤン
囚人。常にフードをかぶり、ピエロのようなメイクをしているため、素顔は分からない。マルキに近づき世話を焼く。
イビル・ジョー
囚人。犯罪殿下の異名をとる。
カルタまやな
囚人。刑務所内で性的サービスを生業とする。
草加持 ロウ（くさかじ ロウ）
囚人。連続爆弾魔。
マチキタかなご
黒髪にポニーテールの少女。被害者・遺族友の会「淀川中華飯店」に所属しており、両親を殺したポポネポを恨んでいる。
タユ太（タユた）
かなごの兄。

## 書誌情報
- 小路啓之 『犯罪王ポポネポ』 集英社〈YOUNG JUMP COMICS X〉、全4巻
  1. 2012年5月10日発売 ISBN 978-4-08-879311-5
  2. 2012年11月9日発売 ISBN 978-4-08-879467-9
  3. 2013年9月10日発売 ISBN 978-4-08-879661-1
  4. 2014年3月10日発売 ISBN 978-4-08-879781-6